# Nuntius

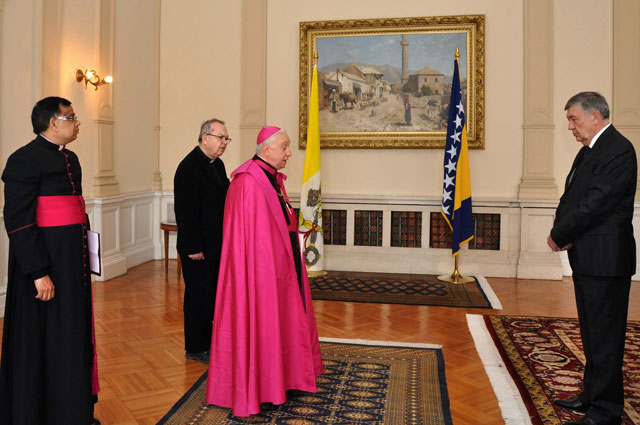
Officiële ontmoeting van de apostolische nuntius aartsbisschop Luigi Pezzuto met president Nebojša Radmanović van Bosnië en Herzegovina

Een nuntius, ook wel aangeduid als pauselijke nuntius of apostolische nuntius, is een diplomatiek vertegenwoordiger van de Heilige Stoel in een staat. Hij vertegenwoordigt de paus zowel bij de regering van de staat als bij de rooms-katholieke bisschoppen van het desbetreffende land.
Een nuntius (Latijn voor "bode") heeft de rang van ambassadeur. Net als een ambassadeur wordt hij geaccrediteerd bij het staatshoofd van het land waar hij naartoe gezonden wordt. Daarom wordt hij weleens "ambassadeur van het Vaticaan" genoemd. Omdat de paus soeverein is van de Staat Vaticaanstad, is de pauselijke nuntius inderdaad ook vertegenwoordiger van deze staat, maar hij vertegenwoordigt in de eerste plaats de paus zelf, ongeacht of deze nu staatshoofd is of niet. Ook in de periode 1870-1929, toen de paus geen wereldlijke macht had, waren er pauselijke nuntii.
De nuntius is altijd een geestelijke. Gewoonlijk is hij titulair aartsbisschop.
Behalve zijn diplomatieke opdracht onderhoudt de nuntius contact met de rooms-katholieke kerk van het land waar hij geaccrediteerd is. Gewoonlijk neemt een nuntius deel aan de vergaderingen van de bisschoppenconferentie en ontvangt hij de notulen van alle vergaderingen.
Verder speelt een nuntius een adviserende rol bij de benoeming van bisschoppen. Het is zijn taak hiervoor kandidaten voor te dragen, zonder dat de paus evenwel hieraan gebonden is.
In veel landen is de nuntius van rechtswege deken van het corps diplomatique, wat inhoudt dat hij protocollair voorrang heeft op alle andere diplomatieke vertegenwoordigers. In staten waar dat recht niet bestond, werd de nuntius vroeger aangeduid als pro-nuntius. Sinds paus Johannes Paulus II hebben alle pauselijke vertegenwoordigers met ambassadeursrang de volwaardige titel van nuntius.
Een internuntius was vroeger een diplomaat die tijdelijk de Heilige Stoel vertegenwoordigde in afwachting van de benoeming van een nuntius. Sinds 1829 was de internuntius een diplomatiek vertegenwoordiger van lagere rang, gelijk aan een buitengewoon gezant en gevolmachtigd minister, die gewoonlijk geen bisschop was, maar een apostolisch protonotaris. Internuntii vond men vooral in minder belangrijke landen die niet overwegend katholiek waren, zoals Nederland. Paus Johannes XXIII besliste in 1961 dat elke internuntius titulair aartsbisschop zou zijn en zijn opvolger Paulus VI verving alle internuntii door pro-nuntii.
Voor landen die geen diplomatieke betrekkingen onderhouden met de Heilige Stoel, wordt een apostolisch delegaat uitgezonden om de band met de katholieke Kerk in dat land te verzekeren en te versterken. Hij is niet bij de regering van een staat geaccrediteerd. Apostolische delegaten hebben dezelfde kerkelijke rang als nuntii, maar geen formele diplomatieke status. Toch kunnen ze in sommige landen enige diplomatieke voorrechten genieten. Zo deed een apostolisch delegaat dienst als de facto diplomatiek vertegenwoordiger in de Verenigde Staten en in het Verenigd Koninkrijk, tot deze beide Angelsaksische landen met een hoofdzakelijk protestantse traditie aan het einde van de twintigste eeuw volledige betrekkingen met de Heilige Stoel gingen onderhouden en ze een pauselijk nuntius ontvingen.
De Heilige Stoel heeft wereldwijd 114 nuntii en is vertegenwoordigd in 186 landen. In 2007 onderhield het Vaticaan met 17 landen geen diplomatieke betrekkingen. Negen daarvan zijn moslimlanden: Afghanistan, Saoedi-Arabië, Brunei, Comoren, Maleisië, de Maldiven, Mauritanië, Oman en Somalië. In vier landen zijn communistische regimes gevestigd: China, Noord-Korea, Laos en Vietnam. De overige vier zijn Bhutan, Botswana, Myanmar (voorheen Birma) en Tuvalu.
De residentie van een nuntius wordt nuntiatuur genoemd.

## België en Luxemburg
Van 2016 tot 2021 was Augustine Kasujja de apostolisch nuntius voor België en Luxemburg.
In 2021 werd Franco Coppola zijn opvolger.

## Nederland
In Nederland is de nuntiatuur gevestigd aan de Carnegielaan 5 in Den Haag. Van 2022 tot 2025 was Paul Tschang In-Nam de apostolisch nuntius voor Nederland. In april 2025 werd de Fransman Jean-Marie Speich benoemd.